# كارلا كاسيدي
كارلا كاسيدي (بالإنجليزية: Carla Cassidy)‏ (1985، كانساس في الولايات المتحدة)؛ كاتِبة وروائية أمريكية.